# オーロラキナーゼ
オーロラキナーゼ（英: Aurora kinase）は、細胞増殖に必要不可欠なセリン/スレオニンキナーゼである。これらは酵素としてはホスホトランスフェラーゼであり、分裂中の細胞が娘細胞へが遺伝物質を分配する過程を補助する。より具体的には、オーロラキナーゼは染色分体の分離を制御することで、細胞分裂に重要な役割を果たす。この分離過程の欠陥は、腫瘍形成と深く関係した遺伝的不安定性を引き起こす場合がある。オーロラキナーゼはキイロショウジョウバエDrosophila melanogasterで最初に同定された。その変異は中心体の分離の欠陥による単極型の紡錘体の形成をもたらすことから、北極を連想させるAuroraという名称がつけられた。
哺乳類細胞では、これまで3種類のオーロラキナーゼが同定されている。有糸分裂の調節因子としての役割以外にも、これら3種のキナーゼはヒトの多くのがんで発現上昇がみられるため、がん研究においても多くの関心が寄せられている。ヒトのオーロラキナーゼはいずれも類似したドメイン構成を持ち、39–129残基の長さのN末端ドメイン、セリン/スレオニンキナーゼドメイン、そして15–20残基のC末端ドメインから構成される。N末端ドメインはこれら3種の間での配列保存性が低く、タンパク質間相互作用の選択性を決定している。

## 分類
上述したように、オーロラキナーゼには3種類が存在する。
- オーロラAキナーゼ（Aurora 2）- 有糸分裂の前期に機能し、中心体（真核細胞の微小管形成中心）の正確な複製と分離に必要とされる。オーロラAの活性は紡錘体タンパク質TPX2によって正に調節されており、また近年補酵素Aなどのチオール含有分子の標的の1つであることが示されている[4]。
- オーロラBキナーゼ（Aurora 1）- 紡錘体の中心体への接着に機能する。
- オーロラCキナーゼ - 生殖細胞系列で機能し、その機能は未解明の部分が多い。